# Koreatown (Los Angeles)
Pour les articles homonymes, voir Koreatown.
Koreatown est un quartier situé dans le centre de Los Angeles, en Californie.

## Histoire
Parmi les Asiatiques immigrant aux États-Unis entre la fin des années 1960 et la fin des années 1980, les Coréens sont les plus nombreux, succédant aux Chinois et aux Japonais. En effet, après la guerre de Corée, le gouvernement sud-coréen avait fortement développé l'éducation et formé une nouvelle génération éduquée, mais que le marché du travail ne parvint finalement pas à intégrer. Ces jeunes partirent donc aux États-Unis, mais ne parlant pas anglais, leur employabilité se révéla difficile. Beaucoup reprennent alors des magasins d'alcool, notamment dans le quartier de South Central, succédant à des juifs partis à la suite des émeutes de Watts de 1965.
Dans les années 1980, ils deviennent la cible de la communauté afro-américaine, qui dénonce une « invasion coréenne », le quartier ayant perdu un tiers de sa population noire, alors que le nombre d'Asiatiques et de Latinos augmente. Sur fond de délocalisation des entreprises, du développement d'un salariat sous-payé et du départ des classes moyennes vers la banlieue, les Coréens deviennent des bouc émissaires. En 1991, Latasha Harlins, une jeune Afro-Américaine suspectée du vol d'une bouteille de jus d'orange, est abattue d'une balle par une tenancière d'épicerie d'origine coréenne, conduisant des leaders afro-américains à prôner le boycott des magasins d'alcool tenus par des Coréens. Peu après débutent les émeutes de 1992 à Los Angeles, lors desquelles de nombreux commerces coréens sont détruits, à South Central et à Koreatown, leurs propriétaires étant accusés d'être des « privilégiés cyniques, malpolis et racistes » à l'égard des Noirs, notamment des plus pauvres. Ce récit simpliste, propagé par les médias californiens de l'époque, entretenait alors l'idée de commerçants braqués dans une posture sécuritaire. 
Le président George Bush père se rend ensuite sur les lieux des émeutes et, à mi-mot, conseille aux Coréo-Américains de se lancer en politique pour avoir des élus et que leur voix compte. Les émeutes de 1992 sont un électrochoc et beaucoup de membres de la communauté se mettent alors à penser au-delà, afin de notamment comprendre et de se greffer au modèle multiculturaliste américain.  
Au début du XXIe, la Corée devient tendance (via la musique et les séries) et la démographie évolue, le quartier de Koreatown devenant par exemple majoritairement latino, les Coréens d'origine ne comptant plus que pour 30 % de la population. Les commerces s'y font ainsi plus divers et le profil type du membre de la communauté, forcément tenancier d'un magasin d'alcool, s'atténue.

## Population
En 2008, la population s'élevait à 124 281 habitants.

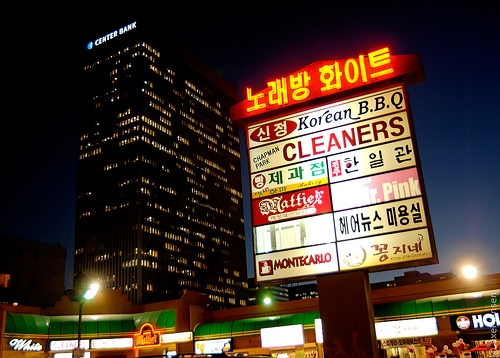
Quartier coréen de Los Angeles.

Le Los Angeles Times considère le quartier comme modérément diversifié du point de vue ethnique, 53,5 % de la population étant hispanique, 32,2 % asiatique, 7,4 % blanche non hispaniques, 4,8 % afro-américaine et 2,0 % appartenant à une autre catégorie ethno-raciale.